# Philippe de Jésus

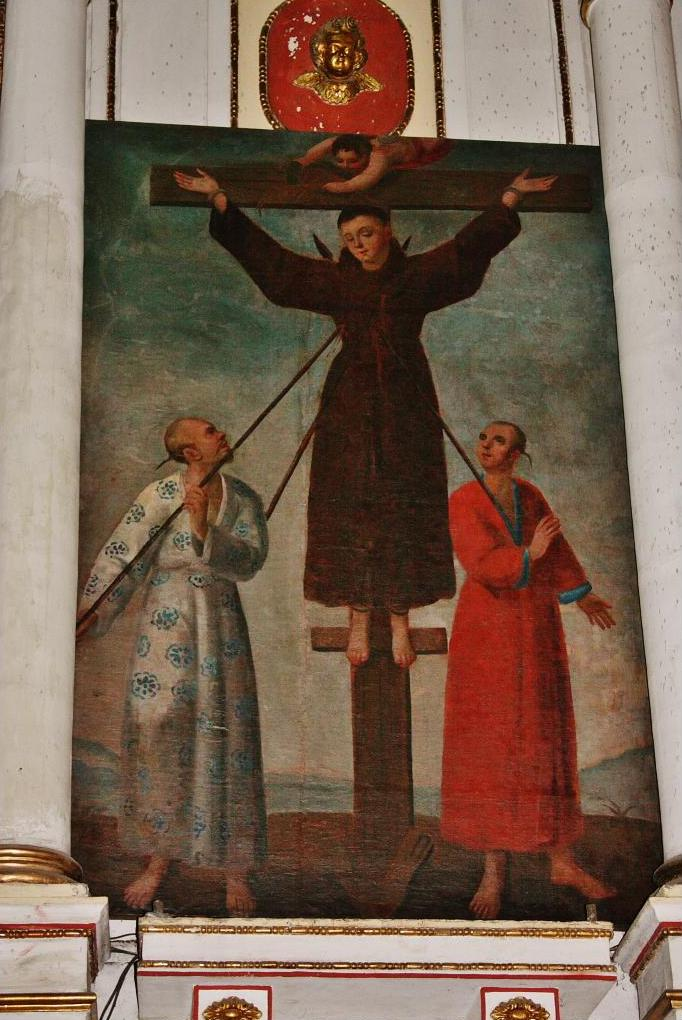
Couvent Saint-Antoine de Padoue à Puebla dans l'État de Puebla au Mexique.

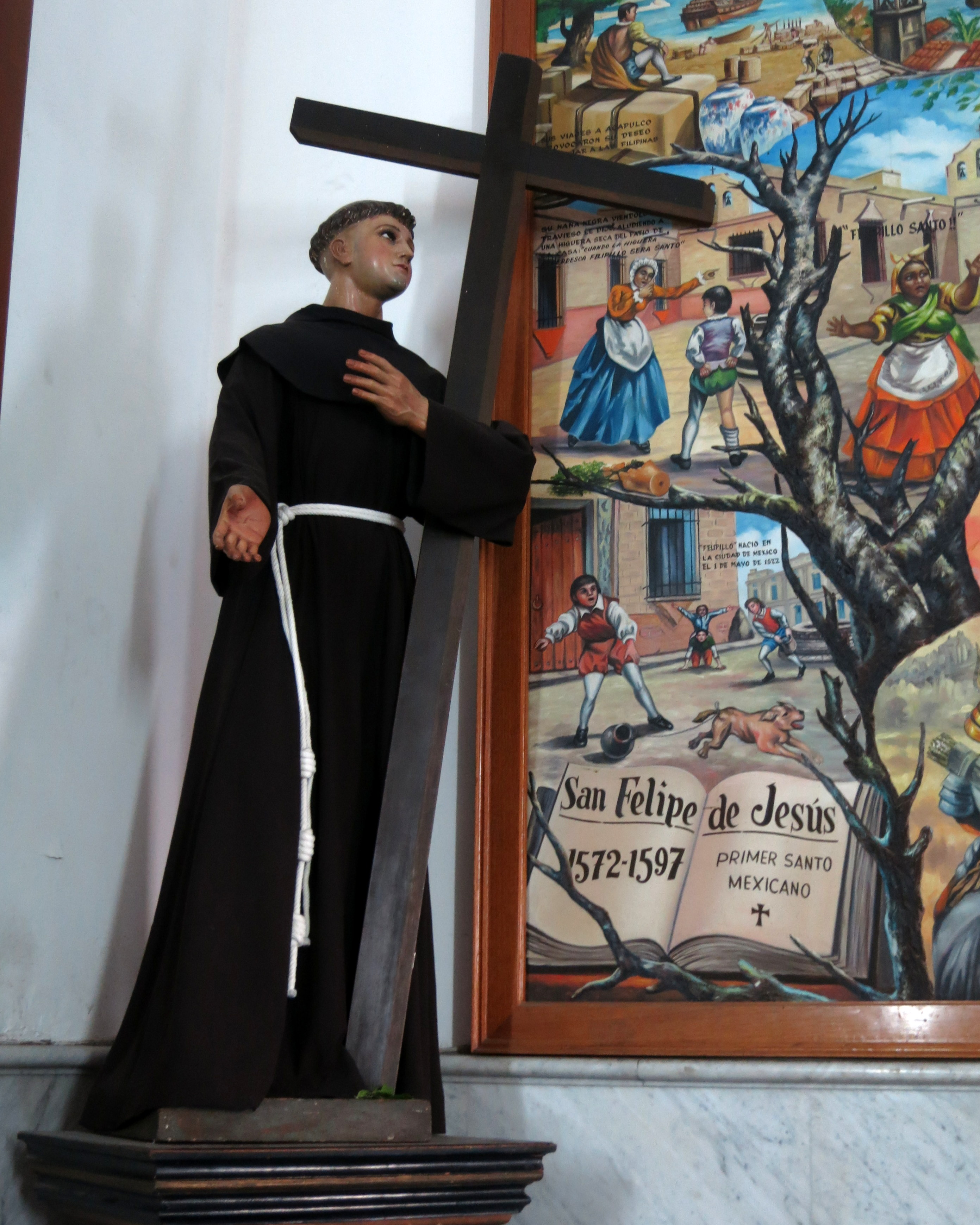
Statue de Philippe de Jésus dans la basilique de Zapopan au Mexique.

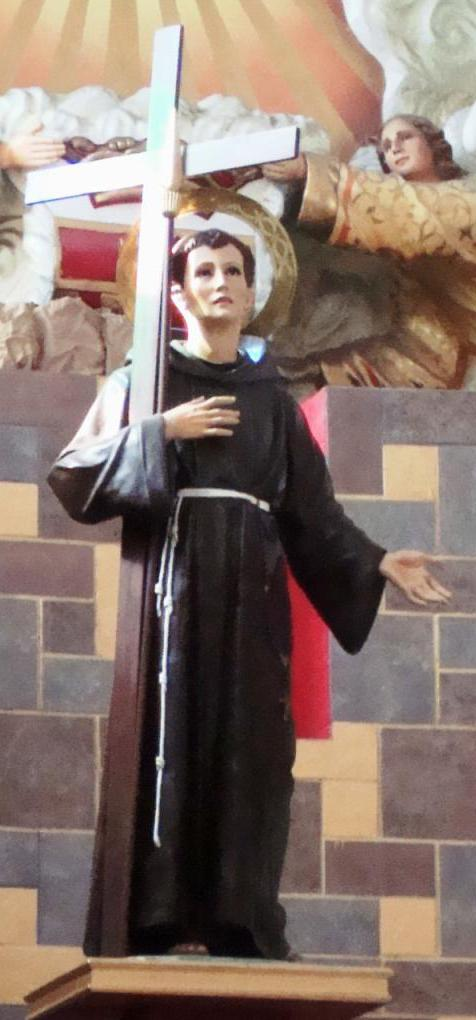
Statue de Philippe de Jésus dans l'église Philippe de Jésus au Mexique.

Philippe de Jésus (au civil Felipe de las Casas Ruiz ou Felipe de las Casas y Martín), né à Mexico le 1er mai 1572 et mort (crucifié) à Nagasaki au Japon le 5 février 1597, est un frère franciscain déchaux de la Nouvelle-Espagne, missionnaire au Japon. Mort en 'haine de la foi' et reconnu comme martyr par l'Église catholique, il fut canonisé en 1862 avec le groupe de martyrs japonais. Avec ce même groupe de martyrs, il est liturgiquement commémoré le 5 février. Philippe de Jésus est le 1er natif du Mexique à être canonisé, et protomartyr de ce pays.

## Biographie
Felipe a été baptisé sous le nom de Felipe de las Casas Ruiz. Il naît à Mexico en 1572 de parents espagnols arrivés au Mexique cette année-là, Alonso de las Casas et Antonia Martín, mariés en 1570 dans la paroisse d'El Sagrario à Séville. Le père était originaire d'Illescas, probablement d'origine juive convertie et apparenté au célèbre frère Bartolomé de las Casas, et la mère était originaire de Séville. Peu de temps après leur mariage, le couple obtient la permission d'émigrer en Amérique. Le 10 août 1571, ils embarquent à Sanlúcar de Barrameda. Il est possible que Philippe ait été conçu à bord du navire car il est né peu de temps après le débarquement de ses parents au Mexique en 1572.
D'après une tradition locale, un figuier desséché se trouvait dans le jardin de la maison familiale. Sa nounou, face aux espiègleries de l'enfant, avait dit « Philippe, saint ? Oui, quand le figuier verdira ! » Le jour de la mort de Philippe, le figuier aurait reverdit.
Devenu jeune homme, malgré son caractère particulièrement frivole, il entre au noviciat des frères franciscains réformés de la Province Saint-Didac, fondée au Mexique par Pierre Baptiste, avec qui il subit plus tard le martyre. Après quelques mois dans l'Ordre, Philippe se lasse de la vie religieuse et quitte les Franciscains.
Son père l'envoie à l'étranger pour y faire du commerce. Il se rend ainsi aux Philippines, autre colonie espagnole, où il mène une vie mondaine et de plaisir. Plus tard, il souhaite cependant réintégrer les Franciscains et est de nouveau admis à Manille en 1590.
Comme religieux, il prend le nom de 'Philippe de Jésus'. Après quelques années, il est jugé apte à l'ordination et envoyé au Mexique pour cette mission, le siège épiscopal de Manille étant vacant à cette époque, aucun évêque n'étant disponible localement pour l'ordonner. Il embarque avec d'autres frères à destination du Mexique sur le San Felipe le 12 juillet 1596, mais une tempête détourne leur navire sur les côtes japonaises. Philippe se rend alors à Heian-kyō (auparavant nommé Méaco) où les franciscains se consacrent aux missions.
Mais c'est l'époque où le shogun Toyotomi Hideyoshi persécute les chrétiens car il perçoit les Européens comme une menace à son pouvoir grandissant. Le 8 décembre 1596, les soldats arrêtent les religieux. Le gouverneur de la province confisque le navire et emprisonne son équipage et ses passagers, parmi lesquels se trouve également le frère franciscain Juan de Zamorra, ainsi que trois autres frères, deux augustiens et un dominicain. La découverte de soldats, de canons et de munitions à bord du navire laisse penser qu'il était destiné à la conquête du Japon et que les missionnaires n'avaient pour mission que de préparer le terrain pour les soldats. Ces propos, faux et injustifiés, furent tenus par l'un des membres de l'équipage, ce qui provoqua la colère du Taikō (en) japonais, Toyotomi Hideyoshi, généralement appelé Taicosama par les Européens. Le 8 décembre 1596, il ordonne l'arrestation des franciscains du couvent de Miako, aujourd'hui Kyoto, où Philippe s'était rendu.
Les frères sont tous détenus au couvent jusqu'au 30 décembre, date de leur transfert à la prison de la ville. Il y a parmi eux six frères franciscains, dix-sept tertiaires franciscains japonais et le jésuite japonais Paul Miki, accompagné de ses deux serviteurs autochtones. Les oreilles des prisonniers sont coupées le 3 janvier 1597. Ils sont ensuite promenés dans les rues de Kyoto. Le 21 janvier, ils sont emmenés à Osaka, puis à Nagasaki, qu'ils atteignent le 5 février 1597. Les vingt-six chrétiens sont alors emmenés sur une colline de Nagasaki, le « Mont des Martyrs », et pendus sur des croix. Voyant que Philippe s'étrangle avec l'anneau qui maintient son cou, les soldats le transpercent de deux lances, comme tout ses compagnons suppliciés.
Les ossements de Philippe sont ramenés à Mexico en 1598.

## Le figuier
Philippe était un enfant agité et espiègle. Une légende raconte qu'il y avait un figuier desséché dans le jardin sa maison et qu'un jour sa nourrice, excédée par les farces de l'enfant, lui avait demandé : « Est-ce que Felipe est un saint ? Oui, quand le figuier bourgeonne, quand le figuier bourgeonne. » Ainsi, le jour de la mort de Philippe, le figuier bourgeonna. C'est pourquoi l'autre de ses attributs, avec les deux lances, est la figue.
Lorsque Philippe a été crucifié, presque au même moment à Mexico, le figuier de la maison de ses parents a commencé à verdir, démontrant ainsi que Philippe était un saint. Lorsque la nounou est sortie dans la cour et qu'elle a remarqué que le figuier avait de nouvelles pousses, elle s'est exclamée : « Felipillo est un saint, Felipillo est un saint ! »
Le père Xavier Escalada, S.J., passionné du Mexique et de son histoire, a raconté que la maison des parents de San Felipe de Jesús a été détruite par le modernisme de la ville et de ses routes, mais que le figuier, qui était encore vivant après 400 ans, a été transplanté et plusieurs drageons ont été propagés dans différents endroits. L'un d'eux se trouve à l'ESIME (es) de l'IPN à Mexico (École Supérieure d'Ingénierie Mécanique et Électrique de l'Institut polytechnique national). Un autre se trouve dans l'un des jardins centraux de l'Université Populaire Autonome de l'État de Puebla (UPAEP) (es), planté le 5 février 1997, à l'occasion du 400e anniversaire de la mort de Philippe de Jésus.
En 2012, le père José Ortiz, qui avait reçu des pousses de figuier de Xavier Escalada, en distribue à l'occasion du 150e anniversaire de la canonisation de Philippe. Le père Escalada avait, quant à lui, déjà promu la célébration du 100e anniversaire de la canonisation de Philippe en 1962.

## Aux Philippines
Jeune homme, il entre au noviciat franciscain, qu'il abandonne au bout d'un certain temps. Son père l'envoie alors à Manille aux Philippines pour travailler dans le commerce. Il y trouve une vie mondaine qui l'éblouit. Cependant, il reconsidère rapidement sa vocation car ses soi-disant amis l'ont abandonné quand il a manqué d'argent, et il retourne chez les Franciscains de Manille.

## Au Japon

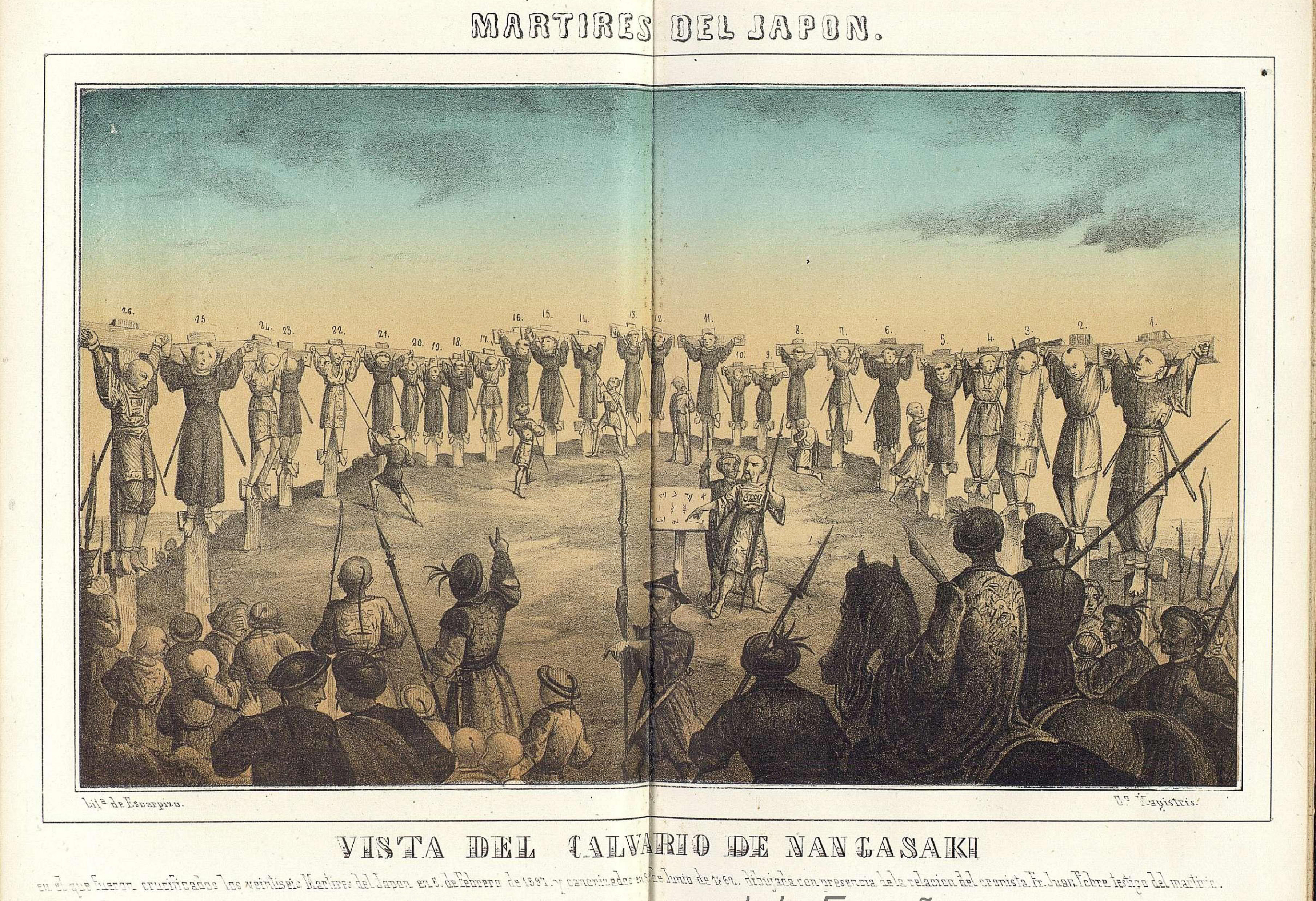
Gravure du supplice des 26 martyrs du Japon, XIXe siècle
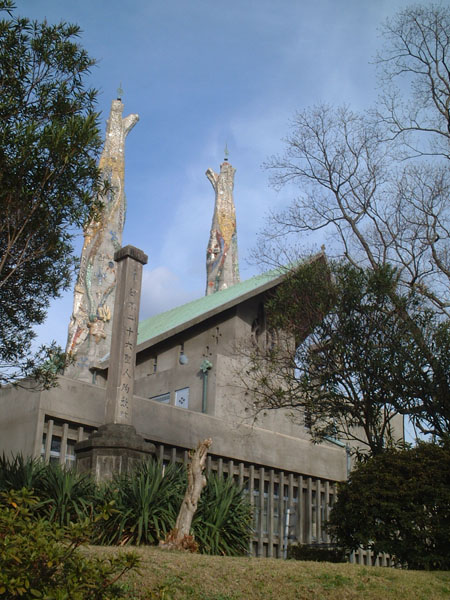
Église et musée des 26 martyrs de Nagasaki, construits sur la colline de Nishizaka, où ils ont été exécutés en 1597.

## Martyre
Ayant eu l'opportunité de terminer ses études au Mexique pour devenir prêtre, Philippe embarque avec d'autres frères pour son pays natal. Cependant, une tempête détourne le navire vers le Japon, où les franciscains se consacrèrent au travail missionnaire, qui fut initialement très fructueux, mais bientôt éclata la persécution de Toyotomi Hideyoshi « Taikōsama » contre les chrétiens. Fondamentalement, il craignait que d’autres daimyos (seigneurs féodaux) s’enrichissent en faisant du commerce avec des étrangers, menaçant ainsi son pouvoir croissant.

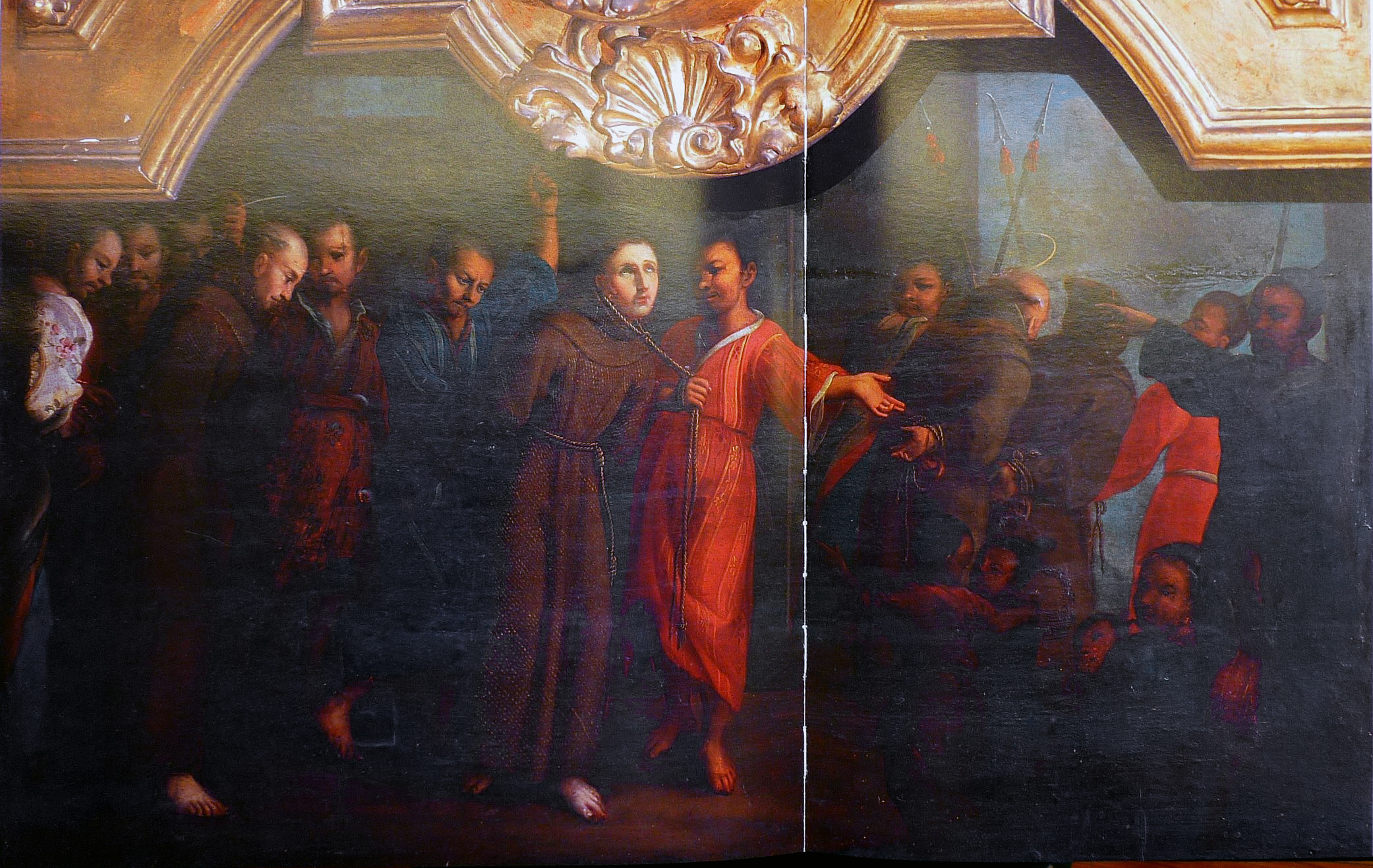
Saint Philippe de Jésus et ses compagnons sont transférés vers leur lieu de martyre.

Philippe, qui n’avait pas encore été ordonné prêtre, aurait pu éviter la torture et l’emprisonnement, mais il a librement choisi le même sort que les missionnaires. Il a néanmoins eu le temps d’écrire sa lettre d’adieu, qui dit :
Nagasaki, Japon, 4 février 1597
Chers parents et amis :
La nuit passe vite. Demain je mourrai exécuté sur la croix, mais je n'ai pas peur.
Mes pensées volent vers vous et vers ma chère Patrie.
Maintenant que je suis sur le point de recevoir le baptême de sang, je me souviens que j’ai été baptisé dans la cathédrale de Mexico et des fois où j’ai assisté à la messe à San Francisco de Plateros.
Je regrette les années que j'ai perdues à poursuivre mes appétits, égoïstes et dissipés. Béni soit Dieu qui est venu à mon secours et j'ai compris que cela ne valait pas la peine de vivre pour cela. Je voulais être missionnaire, mais maintenant Dieu me récompense avant le travail, me permettant de donner ma vie pour prouver mon amour.
Je regrette de ne pas être retourné au Mexique, même si ce n’était que pour une journée ; mais je reviendrai. Je suis certain que je reviendrai pour dire à tout le monde que la vraie vie qui vaut la peine d’être vécue est la vie éternelle.
Paix et bien.

Frère Felipe de Jesús
Les vingt-six martyrs ont ensuite été portés en procession à travers différentes villes, de Kyoto à Nagasaki, pour être moqués. Une oreille fut coupée à chacun d'eux et finalement, sur la colline de Nishizaka, les six franciscains (du premier et du troisième ordre), les trois jésuites et les dix-sept laïcs japonais sont pendus sur des croix. Philippe dit pendant son agonie : « Jésus, Jésus, Jésus. » Voyant qu'il suffoquait à cause de l'anneau dans lequel son cou était emprisonné, les soldats le transpercèrent de deux lances dans les flancs, dont l'une lui transperça le cœur. Il meurt ainsi martyr le 5 février 1597.

## Béatification et canonisation
En 1616, la procédure de béatification est ouverte. Le frère franciscain Philippe de Jésus est béatifié le 14 septembre 1627 avec les vingt-cinq autres martyrs du Japon par Urbain VIII puis, avec ses compagnons, canonisé le 8 juin 1862 par Pie IX, devenant ainsi le premier saint mexicain.

## Vénération et culte
L'Église catholique le considère comme le saint patron de Mexico, capitale et plus grande ville du Mexique, ainsi que de l'archidiocèse de Mexico,.
Dans les villes de Colima et de Villa de Álvarez (es), il est considéré comme un protecteur contre les incendies et les tremblements de terre. Sa vénération comprend une messe annuelle le 5 février et le renouvellement du serment. À la suite de ces événements, des fêtes de Charrería ont également été célébrées à Villa de Álvarez pendant plus de 150 ans, soi-disant en l'honneur de ce saint, bien que la célébration soit controversée pour l'Église catholique.
La municipalité de China, dans l'État de Nuevo León, porte son nom en l'honneur de San Felipe de Jesús de China.

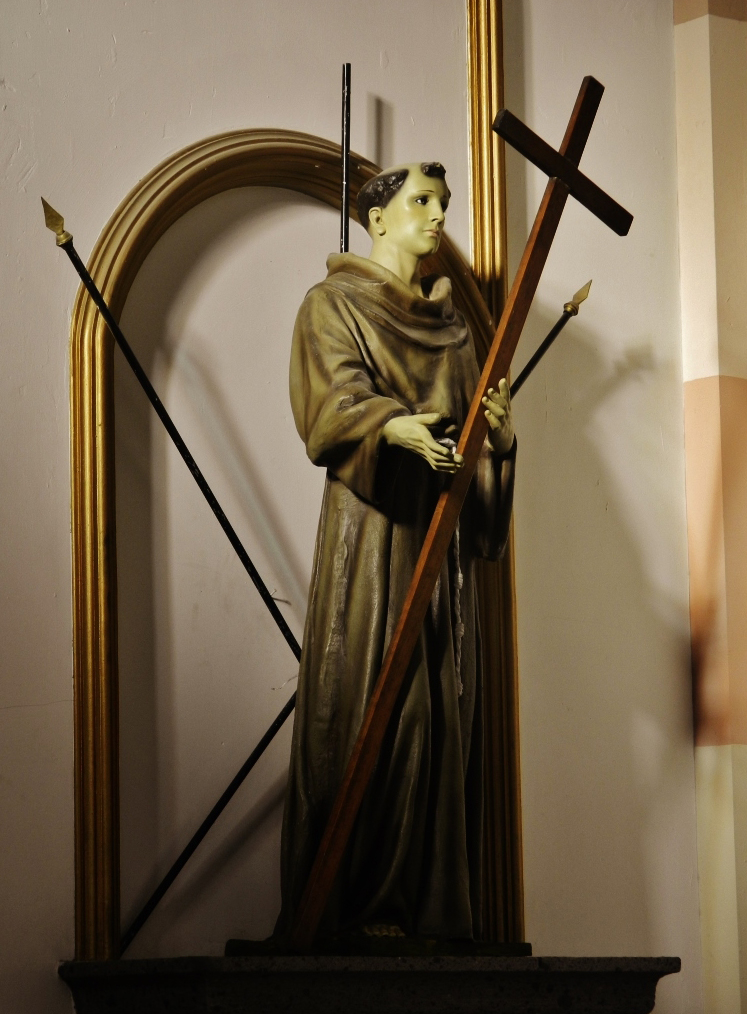
Église Saint-Philippe de Jésus à Celaya, dans l'État de Guanajuato au Mexique.
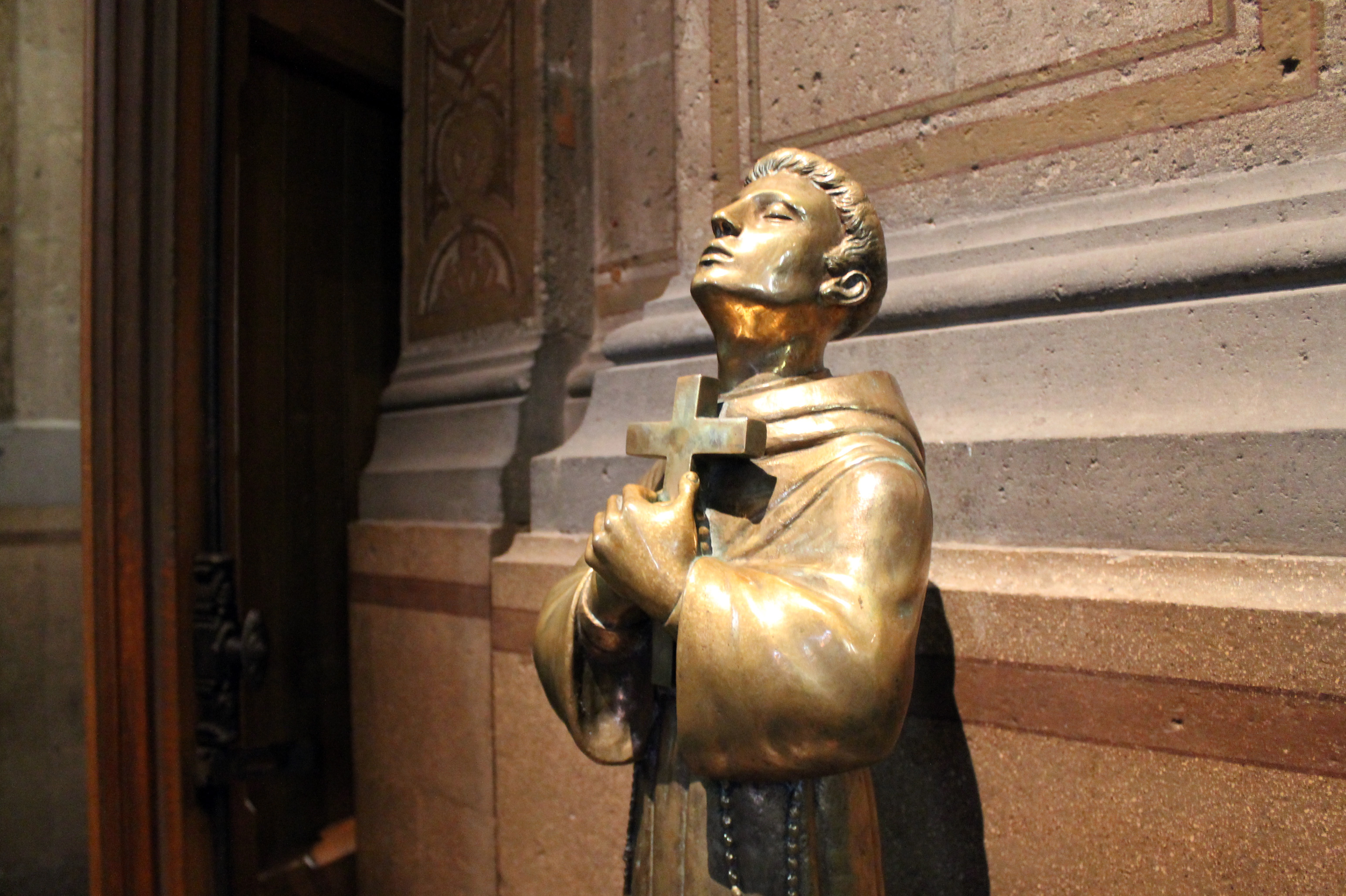
Sculpture de San Felipe de Jesus au Temple expiatoire national de San Felipe de Jesus.
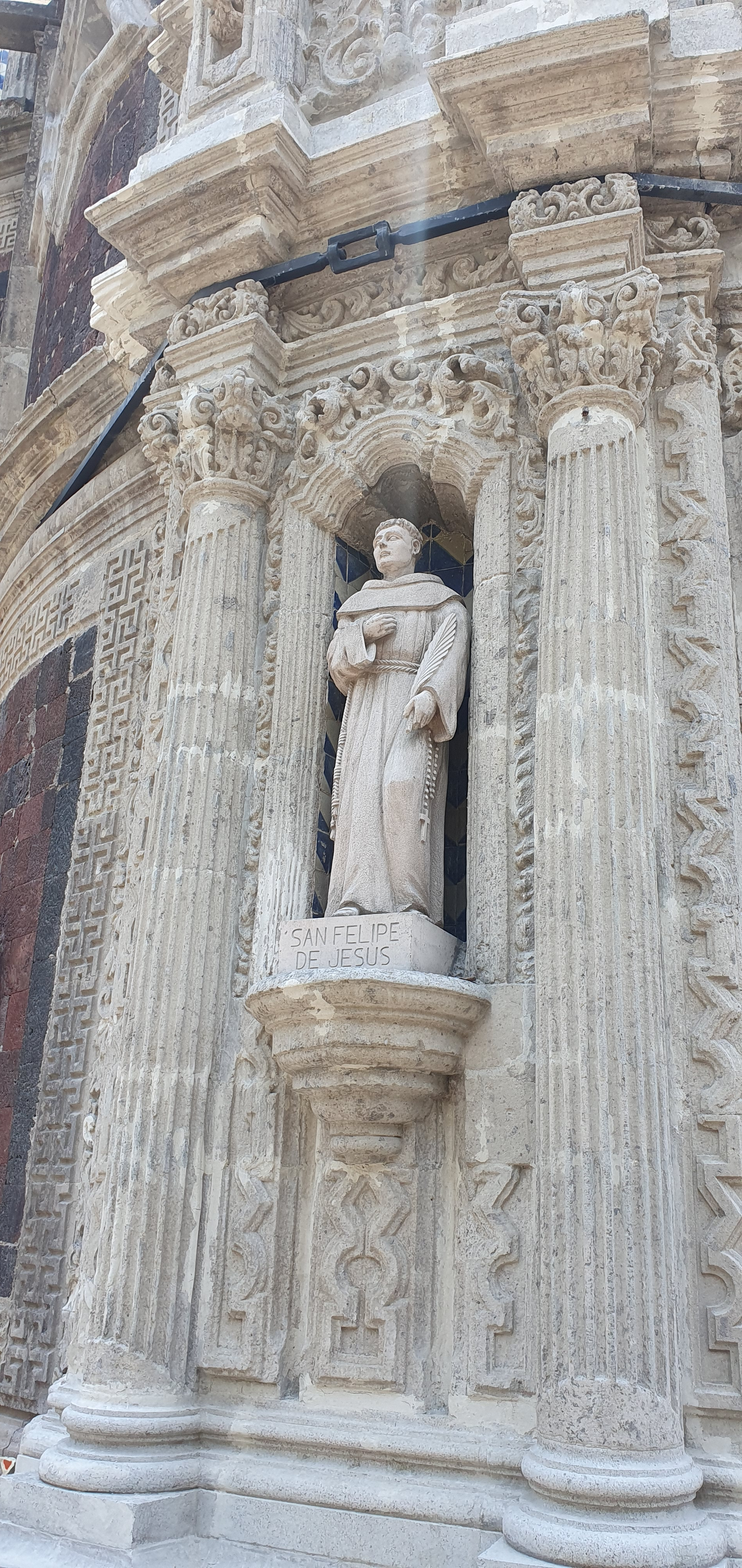
Statue de Saint Philippe de Jésus, chapelle de Pocito, au sanctuaire de Guadalupe au Mexique.
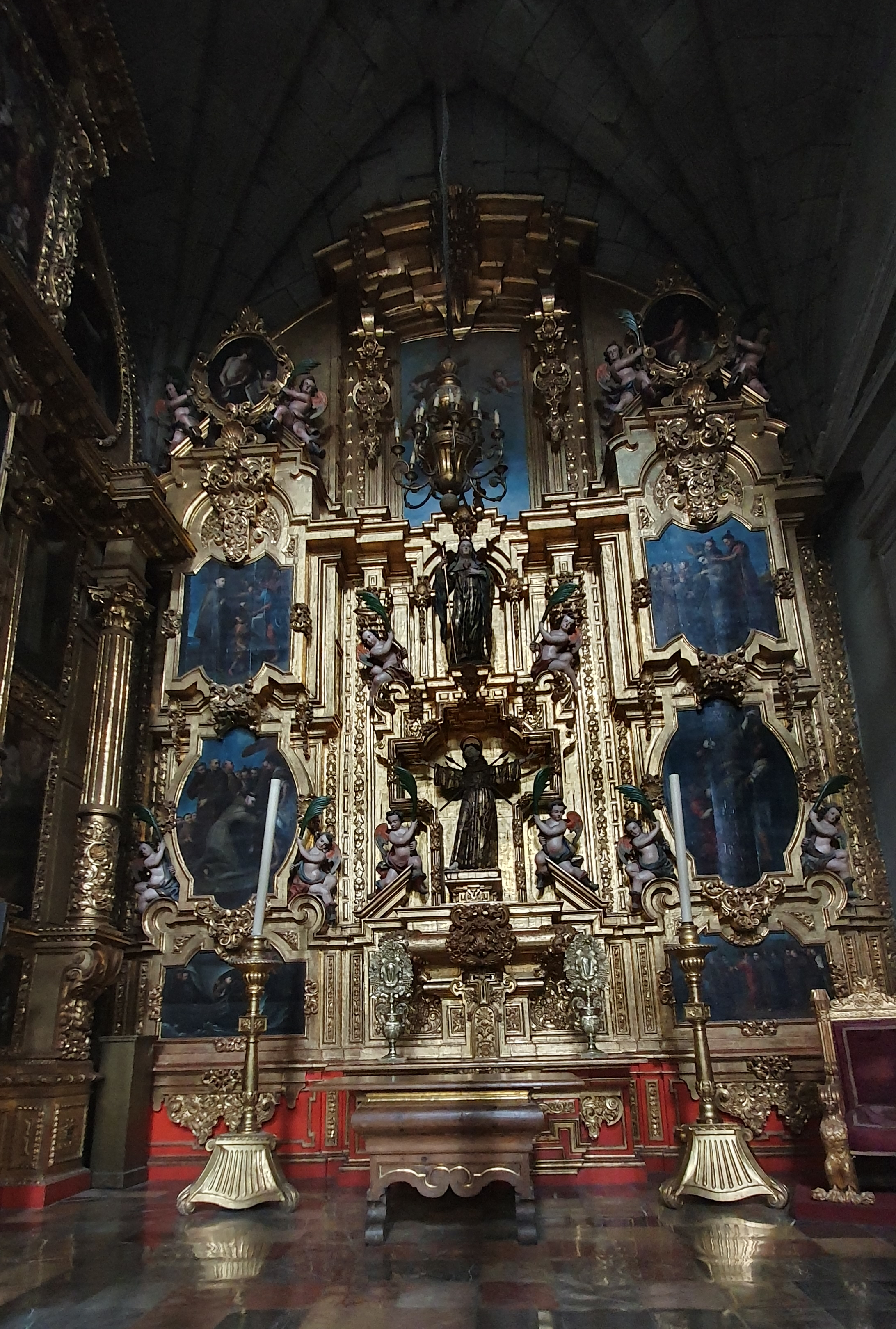
Chapelle de la cathédrale métropolitaine de Mexico dédiée à Saint Philippe de Jésus.
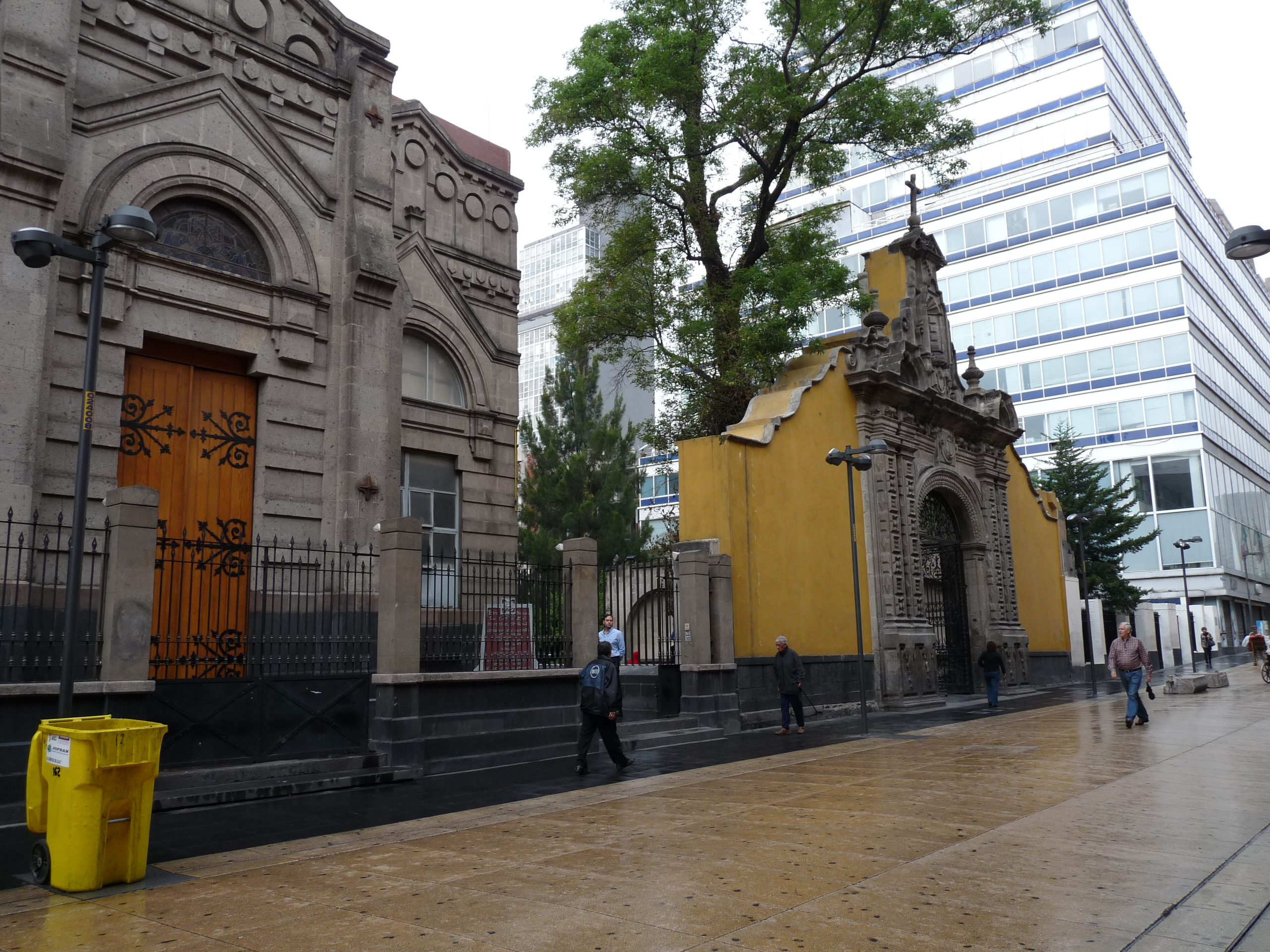
Façade du temple de San Felipe de Jesús.

## Dans la culture

### Livres
- L'écrivain japonais Shūsaku Endō a écrit le roman Silence (沈黙 Chinmoku) en 1966 dans lequel il décrit les actes de martyre de ce groupe de chrétiens au Japon.
- L'écrivain mexicain Victoriano Salado Álvarez (es) a écrit une histoire dédiée à San Felipe de Jesús dans son anthologie Cuentos y narraciones (Contes et récits).

### Cinéma
L'histoire de Saint Philippe de Jesus a été adaptée au cinéma à plusieurs reprises, sous diverses formes.
Au Mexique, c'est le Réalisé Julio Bracho (frère d'Andrea Palma, cousin de Ramón Novarro et de Dolores del Río et oncle de Diana Bracho) qui tourne le film San Felipe de Jesús (es), qui retrace la vie et la mort de Philippe de Jésus, sorti en 1949. Le tournage débute la même année, avec l'acteur Ernesto Alonso comme personnage central dans le rôle de Philippe, accompagné de Rita Macedo et Julio Villarreal.
Aux États-Unis, la vie des chrétiens au Japon a été portée sur grand écran grâce au film Silence de Martin Scorsese, sorti en 2016. Il raconte toutes les tribulations que ce groupe a endurées aux mains des shoguns et le martyre de plusieurs d'entre eux.

### Bandes dessinées
La vie de Saint Philippe de Jésus est racontée graphiquement dans le numéro 1 du magazine de bandes dessinées mexicain Vidas Ejemplares (es), daté du 1er mai 1954, intitulé Felipe de Jesús.